# كلايد فلاورز
كلايد فلاورز (بالإنجليزية: Clyde Flowers)‏ هو لاعب كرة قدم أمريكية أمريكي، ولد في 6 أكتوبر 1921 في بيريتون في الولايات المتحدة، وتوفي في 15 أغسطس 2000 في هيوستن في الولايات المتحدة.